# Giandomenico Nardo
Giandomenico Nardo (o anche Giovan Domenico Nardo e varianti simili) (Venezia, 4 marzo 1802 – Venezia, 7 aprile 1877) è stato un naturalista italiano.

## Biografia
Ebbe i primi rudimenti di sistematica, tassidermia e preparazione dei campioni dallo zio, l'abate Giuseppe Maria Nardo che viveva a Chioggia. Nel seminario della stessa città iniziò gli studi. Rinunciando ad una carriera impiegatizia nella Pretura di Chioggia, che il padre aveva cercato d'imporgli, concluse gli studi superiori a Udine. In quel liceo le materie scientifiche erano insegnate da Bartolomeo Aprilis, successore di Giuseppe Moretti. Qui con l'impulso di Aprilis si occupò del gabinetto di storia naturale del liceo. Si iscrisse poi alla facoltà di medicina a Padova dove si laureò nel 1827. A Padova allora insegnavano il naturalista Stefano Andrea Renier ed il chimico Girolamo Melandri Contessi che a quel tempo stava studiando la presenza di iodio nelle alghe marine. Il Renier lo introdusse ancora studente nella Regia Accademia di Padova dove poté presentare le sue prime nuove classificazioni e, dopo la laurea, lo scelse come assistente alla cattedra di storia naturale. Incarico che mantenne per tre anni anche sotto il successore del defunto Renier, Tomaso Antonio Catullo. In questo periodo presentò diverse nuove ricerche e fu incaricato di ordinare le collezioni zoologiche dell'università. 
Per motivi economici fu costretto a dedicarsi all professione medica ed esercitò a Chioggia per qualche tempo. Recatosi a Vienna nel 1832 per approfondire gli studi di pediatria ne approfittò per partecipare al congresso di naturalisti che lì si teneva e per riclassificare numerose spugne delle raccolte zoologiche del Museo imperiale. Tornato a Venezia fu medico condotto per qualche anno, poi dirigente sanitario a Chioggia, poi temporaneamente medico primario e direttore dell'ospedale per colerosi allora nei pressi di Sant'Alvise, e di nuovo a Chioggia. Dal 1838 al 1865 fu medico e dal 1849 direttore dell'Istituto degli Esposti. Nel 1848 durante l'insurrezione di Venezia venne eletto membro dell'Assemblea dei Deputati Veneti . Sempre nel 1849 si sposò con Chiara Rizzi. La giovane donna, esperta disegnatrice, iniziò ad illustrare la Fauna adriatica, ma morì partorendo una bambina l'anno dopo il matrimonio. Dopo l'unificazione al Regno d'Italia l'istituto degli Esposti fu trasformato e Nardo fu nominato presidente della commissione direttrice, carica che mantenne fino agli ultimi giorni della sua vita. Dal 1868 fu anche presidente del Comizio agrario di Venezia. 
Framezzo i pesanti impegni lavorativi Nardo riuscì a produrre una notevole letteratura scientifica incentrata soprattutto sulla biologia del Mare Adriatico e con una particolare attenzione ad alcuni phyla (o attualmente subphyla) di invertebrati – in special modo le spugne, i celenterati, gli echinodermi, i molluschi, i crostacei – nonché allo studio della cute e al raffronto tra scheletri ossei e cartilaginei dei pesci. I suoi scritti e letture ai convegni lo fecero apprezzato anche all'estero oltre essere nominato, nel 1840, membro del neonato dell'Istituto Veneto di Scienze, Lettere ed Arti e nel tempo anche associato anche ad altri istituti ed accademie scientifiche. Secondo il World Register of Marine Species (WoRMS), Nardo è autore della definizione di 144 taxa marini. Oltre a questo diversi naturalisti gli dedicarono i nomi di alcuni generi e specie, alcuni ormai desueti. Una vasta collezione dei suoi manoscritti e la sua biblioteca personale è conservata dal Museo di Storia Naturale di Venezia. 
Produsse anche numerose pubblicazioni attinenti al campo del suo impiego lavorativo cioè quello medico, quello del sistema assistenziale degli orfani ed alla fine anche sull'agrario. Oltre a questo si dilettò anche di filologia linguistica pubblicando alcuni saggi più che altro intenti a supportare ed incitare i compilatori dei vocabolari della lingua italiana e gli studiosi dei dialetti veneti.
| Nardo è l'abbreviazione standard utilizzata per le specie animali descritte da Giandomenico Nardo. Categoria:Taxa classificati da Giandomenico Nardo |